# Base di Schauder
In matematica, una base di Schauder è un'estensione del concetto di base normalmente usato in algebra lineare. Si tratta di un concetto simile a quello di base di Hamel, dal quale si differenzia per il fatto che le basi di Hamel utilizzano combinazioni lineari che sono somme finite, mentre per le basi di Schauder possono essere infinite.
L'algebra lineare si occupa solitamente di insiemi a dimensione finita dotati di struttura algebrica: in questo caso gli elementi degli spazi vettoriali possono essere rappresentati mediante combinazioni lineari opportune di un numero finito di vettori (vettori di base) secondo alcuni coefficienti. I vettori di base costituiscono una base di Hamel che, per le proprietà dello spazio vettoriale in questione, è anch'essa a dimensione finita. Tuttavia, non sempre un insieme di vettori linearmente indipendenti e a cardinalità finita riesce ad essere una base per uno spazio vettoriale. Ciò avviene, infatti, per gli spazi vettoriali a dimensione infinita numerabile od infinita non numerabile. 
Per questo motivo si utilizza una definizione più debole di base, riferendosi ad essa col nome di "base di Schauder", e secondo cui un sistema di generatori è detto completo per uno spazio vettoriale V se la chiusura del suo span coincide con V. In altre parole, ciò significa che gli elementi di V o sono elementi generabili dalla base, oppure possono essere determinati come limite di una successione degli elementi dello span della base. Quindi, in questo caso, spesso si ha a che fare con somme infinite, il che rende necessario l'uso di concetti come quello di convergenza e di limite che sono usuali negli spazi topologici.

## Definizione
Sia {\displaystyle V} uno spazio vettoriale topologico (per esempio, uno spazio di Banach o  uno spazio di Hilbert) sul campo {\displaystyle K}. Una base di Schauder è un sottoinsieme numerabile {\displaystyle B} di {\displaystyle V} tale che ogni elemento {\displaystyle v\in V} può essere scritto, in un solo modo, come una serie:   
{\displaystyle v=\sum _{x\in B}a_{x}x}
dove la sommatoria è il limite di una successione di somme parziali, e {\displaystyle a_{x}\in K} è unico per ogni {\displaystyle x\in V}.
Una scrittura alternativa che mette in rilievo la numerabilità è la seguente. Si scriva la base come {\displaystyle B=\{e_{n}\mid n\in {\mathbb {N} }\}}; allora:
{\displaystyle v=\sum _{n=0}^{\infty }a_{n}e_{n}}
Contrariamente a quanto succede per la base di Hamel, gli elementi della base devono essere ordinati in quanto la serie può non convergere incondizionatamente.
Utilizzando il formalismo delle successioni, sia {\displaystyle V} uno spazio di Banach sul campo {\displaystyle K}. Una base di Schauder è una successione {\displaystyle \{b_{n}\}} di elementi di {\displaystyle V} tale per cui per ogni elemento {\displaystyle v\in V} esiste un'unica successione {\displaystyle \{\alpha _{n}\}} di scalari in {\displaystyle K} tale che:
{\displaystyle v=\sum _{n=0}^{\infty }\alpha _{n}b_{n}}
dove la convergenza è da considerarsi rispetto alla topologia della norma, ovvero:
{\displaystyle \lim _{n\to \infty }\left\|v-\sum _{k=0}^{n}\alpha _{k}b_{k}\right\|_{V}=0}
Una base di Schauder {\displaystyle \{b_{n}\}_{n\geq 0}} è normalizzata se tutti i vettori di base hanno norma 1 nello spazio di Banach {\displaystyle V}. 
Due basi di Schauder {\displaystyle \{b_{n}\}} in {\displaystyle V} e {\displaystyle \{c_{n}\}} in {\displaystyle W} (un altro spazio di Banach) sono dette equivalenti se esistono due costanti {\displaystyle c>0} e {\displaystyle C} tali per cui per ogni intero {\displaystyle N\geq 0} e per tutte le successioni di scalari {\displaystyle \{\alpha _{n}\}} si verifica:
{\displaystyle c\left\|\sum _{k=0}^{N}\alpha _{k}b_{k}\right\|_{V}\leq \left\|\sum _{k=0}^{N}\alpha _{k}c_{k}\right\|_{W}\leq C\left\|\sum _{k=0}^{N}\alpha _{k}b_{k}\right\|_{V}}
Una famiglia di vettori in {\displaystyle V} è totale se il suo span lineare (l'insieme delle combinazioni lineari finite) è  denso in {\displaystyle V}. Se {\displaystyle V} è uno spazio di Hilbert, una base ortogonale è un sottoinsieme totale {\displaystyle B} di {\displaystyle V} tale che gli elementi in {\displaystyle B} sono non-nulli e mutuamente ortogonali. Inoltre, quando ogni elemento di {\displaystyle B} ha norma 1 allora {\displaystyle B} è una base ortonormale di {\displaystyle V}.

## Proprietà
Sia {\displaystyle \{b_{n}\}} una base di Schauder dello spazio di Banach {\displaystyle V} sul campo {\displaystyle F}, che può essere {\displaystyle \mathbb {R} } o {\displaystyle \mathbb {C} }. Segue dal principio dell'uniforme limitatezza che le mappe di proiezione {\displaystyle \{P_{n}\}} sui vettori di base definite da:
{\displaystyle v=\sum _{k=0}^{\infty }\alpha _{k}b_{k}\ \ {\overset {\textstyle P_{n}}{\longrightarrow }}\ \ P_{n}(v)=\sum _{k=0}^{n}\alpha _{k}b_{k}}
sono uniformemente limitate da qualche costante:
{\displaystyle C=\sup _{n}\|P_{n}\|}
detta costante di base di {\displaystyle \{b_{n}\}}. Quando {\displaystyle C=1} la base è detta base monotona.
Siano {\displaystyle \{b_{n}^{*}\}} i funzionali lineari limitati coordinati nello spazio duale {\displaystyle V'}, con {\displaystyle b_{n}^{*}} che è assegnato ad ogni vettore {\displaystyle v\in V} tramite la coordinata {\displaystyle \alpha _{n}} di {\displaystyle v} nella precedente espressione:
{\displaystyle b_{n}^{*}(v)=\alpha _{n}}
Per ogni {\displaystyle v\in V} si ha:
{\displaystyle |b_{n}^{*}(v)|\;\|b_{n}\|_{V}=|\alpha _{n}|\;\|b_{n}\|_{V}=\|\alpha _{n}b_{n}\|_{V}=\|P_{n}(v)-P_{n-1}(v)\|_{V}\leq 2C\|v\|_{V}}
I funzionali {\displaystyle \{b_{n}^{*}\}} sono detti funzionali biortogonali associati alla base {\displaystyle \{b_{n}\}}. Quando {\displaystyle \{b_{n}\}} è normalizzata i funzionali {\displaystyle \{b_{n}^{*}\}} hanno norma minore o uguale a {\displaystyle 2C} nel duale {\displaystyle V'}.
Uno spazio di Banach con una base di Schauder è necessariamente separabile, ma non è vero il contrario.

## Spazi di successioni e spazio duale
Una base {\displaystyle \{e_{n}\}_{n\geq 0}} di uno spazio di Banach {\displaystyle X} è limitatamente completa (in inglese "boundedly complete") se, per ogni successione {\displaystyle \{a_{n}\}_{n\geq 0}} di scalari tale per cui le somme parziali:
{\displaystyle V_{n}=\sum _{k=0}^{n}a_{k}e_{k}}
sono limitate in {\displaystyle X}, la successione {\displaystyle \{V_{n}\}} converge in {\displaystyle X}. La base dello spazio di successioni {\displaystyle \ell ^{2}} (con {\displaystyle 1\leq p<\infty }) composta da vettori unitari è limitatamente completa, ma non lo è nello spazio {\displaystyle c_{0}} (sottospazio di {\displaystyle \ell ^{\infty }}). Infatti, se {\displaystyle a_{n}=1} per ogni n si ha:
{\displaystyle \|V_{n}\|_{c_{0}}=\max _{0\leq k\leq n}|a_{k}|=1\qquad \forall n}
ma la successione {\displaystyle \{V_{n}\}} non converge in {\displaystyle c_{0}} dal momento che {\displaystyle \|V_{n+1}-V_{n}\|=1} per ogni n.
Una base {\displaystyle \{e_{n}\}_{n\geq 0}} di {\displaystyle X} è detta shrinking se per ogni funzionale lineare limitato {\displaystyle f} definito su {\displaystyle X} la successione di numeri non-negativi:
{\displaystyle \varphi _{n}=\sup\{|f(x)|:x\in F_{n},\;\|x\|\leq 1\}}
tende a 0 quando {\displaystyle n\to \infty }, dove {\displaystyle F_{n}} è lo span lineare dei vettori di base {\displaystyle e_{m}} per {\displaystyle m\geq n}. In particolare, una base {\displaystyle \{e_{n}\}_{n\geq 0}} di {\displaystyle X} è shrinking se e soltanto se i funzionali biortogonali {\displaystyle \{e_{n}^{*}\}_{n\geq 0}} formano una base dello spazio duale {\displaystyle X'}.
Un risultato che si deve a Robert C. James stabilisce inoltre che {\displaystyle X} con una base di Schauder è uno spazio riflessivo se e solo se la base è sia shrinking che limitatamente completa.

## Esempio
Un esempio di base di Schauder è la serie di Fourier di una funzione in {\displaystyle L^{2}}, lo spazio delle funzioni a quadrato sommabile: 
{\displaystyle f(x)=\sum _{n=0}^{\infty }a_{n}\cos(nx)+\sum _{n=1}^{\infty }b_{n}\sin(nx)}
In generale, il sistema trigonometrico è una base di Schauder in ogni spazio {\displaystyle L^{p}[0,1]}, con {\displaystyle 1<p<\infty }.